# (674546) 2015 PF312
2015 PF312, também escrito como 2015 PF312, é um objeto transnetuniano que está localizado no cinturão de Kuiper, uma região do Sistema Solar. O mesmo possui uma magnitude absoluta de 6,3 e tem um diâmetro estimado de cerca de 244 km. O astrônomo Mike Brown lista este corpo celeste em sua página na internet como um candidato a possível planeta anão.

## Descoberta
2015 PF312 foi descoberto no dia 14 de agosto de 2015 pelo The Dark Energy Survey.

## Órbita
A órbita de 2015 PF312 tem uma excentricidade de 0,098 e possui um semieixo maior de 45,391 UA. O seu periélio leva o mesmo a uma distância de 40,956 UA em relação ao Sol e seu afélio a 49,826 UA.